# Peugeot RD Concept
La Peugeot RD Concept, présentée au début 2009, est un concept-car à trois roues. La plus innovante technologie sur la RD est l'ingénieux système d'articulations qui lui donne une irréprochable tenue de route. Elle est motorisée électriquement.
La position de conduite est une nouvelle sensation de liberté, grâce à la vision panoramique et l'affichage tête haute (déjà vu sur la 3008) qui donne des informations au conducteur pour conduire sans danger.